# Jastrzębia (województwo świętokrzyskie)
Jastrzębia – wieś w Polsce, położona w województwie świętokrzyskim, w powiecie skarżyskim, w gminie Bliżyn. W roku 2011 wieś liczyła 77 mieszkańców.
| SIMC    | Nazwa     | Rodzaj                 |
| ------- | --------- | ---------------------- |
| 0228565 | Buk       | część wsi              |
| 0228571 | Klonina   | część wsi (od 2023 r.) |
| 0228588 | Kobyla    | część wsi              |
| 0228594 | Pod Lasem | część wsi              |

W latach 1975–1998 miejscowość administracyjnie należała do województwa kieleckiego.
Wierni Kościoła rzymskokatolickiego należą do parafii św. Ludwika w Bliżynie.